# Pseudaulacaspis tenera
Pseudaulacaspis tenera är en insektsart som först beskrevs av Green 1922.  Pseudaulacaspis tenera ingår i släktet Pseudaulacaspis och familjen pansarsköldlöss.
Artens utbredningsområde är Sri Lanka. Inga underarter finns listade i Catalogue of Life.